# 易照华
易照华（1931年5月—2017年4月25日），男，四川乐山人，中国天体力学家、教育家，南京大学教授，曾任中国天文学会第二、三、四届理事。
1956年，研究生毕业于北京大学数力系，同年到南京大学天文系工作。
1958年3月加入中国共产党。
1981年晋升南京大学教授。
1978年-1985年兼任天体力学专业委员会主任。
1980年参加国际天文学会。
1985年起担任第七委员会（天体力学）组织委员。
2001年9月退休。

## 著作
- 易照华 编著，天体力学基础，南京大学出版社，1993.[4]
- 易照华，孙义燧 编著，摄动理论，科学出版社，1981.[5]
- 易照华，天体力学教程，上海科学技术出版社，1961.[6]
- 易照华，天体力学引论，科学出版社，1978.[7]

## 译著
- 勃拉日哥 著，易照华，杨海寿 译，球面天文学教程，高等教育出版社，1954.[8]